# Hilary Hankiewicz
Hilary Hankiewicz (ur. 3 lipca 1834 w Schodnicy, zm. 1 września 1899 w Krakowie) – profesor rachunkowości państwowej Uniwersytetu Jagiellońskiego. doctor honoris causa UJ. Należał do najbliższych współpracowników prof. Juliana Dunajewskiego podczas pełnienia przez niego funkcji ministra skarbu Austro-Węgier. Kawaler Orderu Leopolda
Urodził się w rodzinie greckokatolickiej, ojciec Szymon był proboszczem w miejscowości Byków. Po uzyskaniu matury w 1853 w gimnazjum we Lwowie zapisał się na Wydział Prawa Uniwersytetu Lwowskiego. W 1856 przeniósł się na Uniwersytet Wiedeński uzyskując tam absolutorium. Od 1857 pracował w Dyrekcji Skarbu. Decyzją ministerialną z 21 maja 1865 od 1 czerwca został mianowany sekretarzem Uniwersytetu Jagiellońskiego, kierownikiem Kancelarii. Pełnił on swoje funkcje w Krakowie do 31 stycznia 1881, kiedy to odszedł do wiedeńskiego Ministerstwa Skarbu zostając radcą. Dnia 31 grudnia 1870 wniósł Hilary Hankiewicz podanie o udzielenie veniam legendi (nie posiadając doktoratu) z zakresu nauki rachunkowości ogólnej i rządowej. Kolegium Profesorów na referentów wybrało Juliana Dunajewskiego i Maksymiliana Zatorskiego, a ci 28 stycznia 1871 przedstawili swoją pozytywną recenzję. Wykład habilitacyjny na temat: „O potrzebie nauki rachunkowości rządowej z historycznym poglądem na rachunkowość rządową w Europie” odbył się 18 lutego 1871 r. Zatwierdzenie habilitacji przez Ministerstwo 
Wyznań i Oświaty  nosi datę 6 kwietnia 1871. Jako docent wykładał lekko ponad 10 lat, 1 września 1880 r. objął jako profesor, nadzwyczajną katedrę nauki rachunkowości 
państwowej, z której zrezygnował z końcem 1881 r. Senat Akademicki Uniwersytetu Jagiellońskiego, w uznaniu zasług Hilarego Hankiewicza dla uczelni nadał mu na podstawie wniosku uchwalonego przez Kolegium Profesorów Wydziału Prawa doktorat honoris causa. Z jego inicjatywy Rozpoczęto porządkowanie, katalogowanie, tworzenie inwentarzy akt epoki staropolskiej jak i współczesnych dokumentów, czyli registratury Uniwersytetu Jagiellońskiego. Pracami tymi zostały objęte również kancelarie wydziałowe.
Pochowany na cmentarzu Rakowickim w Krakowie (kwatera Fa, płd.-zach.). W kaplicy Matki Bożej Bolesnej w kościele Franciszkanów znajduje się poświęcona mu tablica.

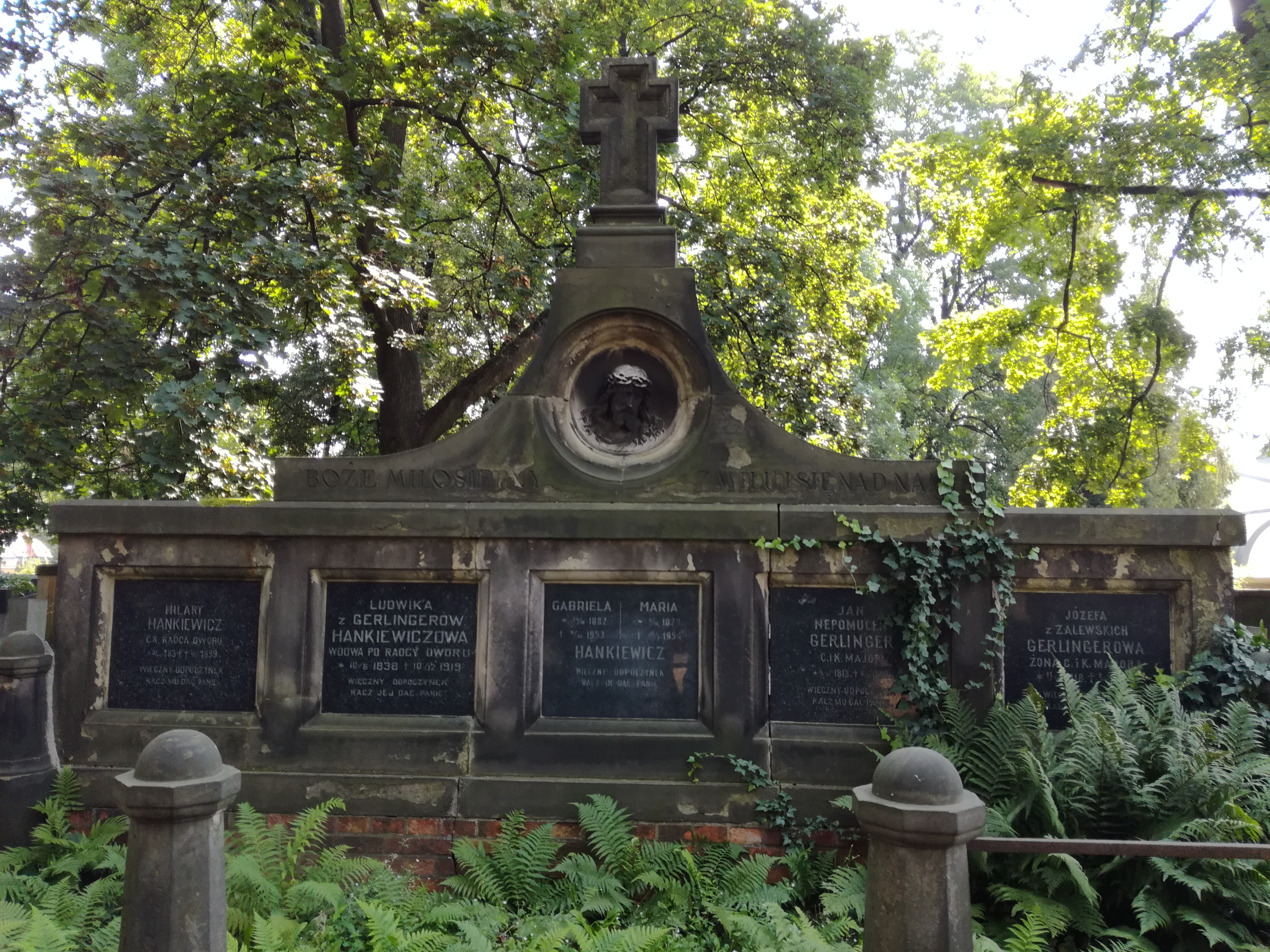
Grób prof. Hilarego Hankiewicza na cmentarzu Rakowickim